# 春富村 (愛知県)
春富村（はるとみむら）は、かつて愛知県海東郡にあった村。
現在のあま市の一部（石作・方領・小路）に該当する。

## 歴史
- 1889年（明治22年）10月1日 - 石作村、方領村、小路村が合併し、春富村が発足[1]。旧村名を継承した石作、方領、小路の3大字を編成[1]。森村、新居屋村と組合村を結成[1]。組合村役場を当村大字石作に設置[1]。
- 1906年（明治39年）7月1日 - 甚目寺村、萱津村、白鷹村、森村、新居屋村、東今宿村が合併し、甚目寺村発足。同日春富村は廃止。

## 教育
- 石作尋常小学校
1925年に甚目寺尋常小学校（現・あま市立甚目寺小学校）と合併し甚目寺尋常小学校森春分校。1976年甚目寺町立東小学校（現・あま市立甚目寺東小学校）の新設により廃校。